# Toni Spiss
Pour les articles homonymes, voir Spiss.
Toni Spiss, né le 8 avril 1930 à Sankt Anton am Arlberg et mort le 20 mars 1993, est un skieur alpin autrichien membre du Ski Club de l'Arlberg.

## Palmarès

### Jeux olympiques d'hiver
| Épreuve / Édition | Descente    | Slalom géant | Slalom  |
| JO 1952 Oslo      | Non partant | Bronze       | Abandon |

### Championnats du monde
| Épreuve / Édition | Descente    | Slalom géant | Slalom  | Combiné                          |
| JO 1952 Oslo      | Non partant | Bronze       | Abandon | Épreuve inexistante à cette date |
| Mondiaux 1954 Åre | —           | 9e           | Bronze  | —                                |

### Arlberg-Kandahar
- Meilleur résultat : 5e place dans le slalom 1951 à Sestrières